# Istituto internazionale dei diritti umani
L'Istituto internazionale dei diritti umani (IIDU) è un'associazione composta da circa 300 membri (individuali e collettivi) di tutto il mondo, universitari, ricercatori e medici, che si occupa di diritti umani e ha sede a Strasburgo.
L'Istituto fu fondato nel 1969 da René Cassin in seguito all'ottenimento del premio Nobel per la pace nel 1968 (in occasione del 20º anniversario della Dichiarazione universale dei diritti dell'uomo di cui fu uno dei redattori principali) e da un gruppo di persone all'esito di un colloquio sulla Convenzione europea dei diritti dell'uomo tenuto a Strasburgo. L'Istituto ha festeggiato il suo 40º anniversario il 14 dicembre 2009.

## Lista dei presidenti dell'Istituto
- René Cassin (1969-1976): ex presidente della Corte europea dei diritti dell'uomo, premio Nobel per la pace 1968, fondatore dell'Istituto internazionale dei diritti umani
- Edgar Faure (1976-1988): ex primo ministro, ex ministro dell'Educazione nazionale, ex deputato del Parlamento europeo, ex presidente dell'Assemblea nazionale
- Théo Braun (1988-1990): ex vice presidente del Consiglio regionale dell'Alsazia, ex ministro delegato incaricato degli anziani
- Denise Bindschedler-Robert (1990-1996): ex giudice della Corte europea dei diritti dell'uomo
- Jacques Latscha (1996-2002): ex membro del Consiglio costituzionale
- Gérard Cohen-Jonathan (2002-2005): professore emerito dell'Università Panthéon Assas (Parigi II), decano onorario dell'Università Robert Schuman
- Jean Waline (2005-2011) professore emerito dell'Università Robert Schuman, ex presidente, consigliere del Basso Reno
- Jean-Paul Costa (dal 2011): ex presidente della Corte europea dei diritti dell'uomo.

## Lista dei segretari generali dell'Istituto
- Karel Vašák (1969-1976): membro del Consiglio d'Europa, redattore capo della Revue des droits de l'homme
- A-H. Robertson (1977-1979): professore associato all'Università di Parigi I
- Alexandre Charles Kiss (1980-1990): professore di diritto, direttore di ricerca emerito al Centre national de la recherche scientifique
- Jean-Paul Jacque (1990-1992): professore di diritto all'Università Robert Schuman
- Jean-Bernard Marie (1992-1999): direttore di ricerca al Centre national de la recherche scientifique
- Jean-François Flauss (1999-2010): professore di diritto all'Università Panthéon-Assas (Parigi II)
- Sébastien Touzé (dal 2011): professore di diritto all'Università di Strasburgo.

## Onorificenze
L'Istituto ottenne il premio UNESCO per l'insegnamento dei diritti umani nel 1994 e la sua missione fu riconosciuta di pubblica utilità dalle autorità francesi con l'ordinanza del 19.12.2002 (JORF, 24.6.2003, p. 10559).

## Pubblicazioni
- Anne-Blandine Caire, Relecture du droit des présomptions à la lumière du droit européen des droits de l’homme, Institut International des Droits de l'Homme, 2012.
- Sandrine Turgis, Les interactions entre les normes internationales relatives aux droits de la personne, Institut International des Droits de l'Homme, 2012.
- Mihaela Ailincai, Le suivi du respect des droits de l’homme au sein du Conseil de l’Europe – Contribution à la théorie du contrôle international, Institut International des Droits de l'Homme, 2012.
- Peggy Ducoulombier, Les conflits de droits fondamentaux devant la Cour européenne des droits de l'homme, a cura di Institut International des Droits de l'Homme, 2011.
- Jean-François Flauss, Migrations de populations et droits de l’homme, Institut International des Droits de l'Homme, 2011.
- L. Burgorgue-Larsen A. Úbeda de Torres, The Inter-American Court of Human Rights. Case-Law and Commentary, Oxford, Oxford University Press, 2011,  886.
- Jean-François Flauss e Elisabeth Lambert Abdelgawad, La pratique d'indemnisation par la Cour européenne des droits de l'homme, Institut International des Droits de l'Homme, 2011.
- Sophie Grosbon, Le droit à l’enseignement supérieur et la libéralisation du commerce des services, Institut International des Droits de l'Homme, 2010.
- Virginie Natale, Le droit des étrangers à l’égalité et le juge dans les systèmes de Common Law, Institut International des Droits de l'Homme, 2009.
- Fabien Marchadier, Les objectifs généraux du droit international privé à l’épreuve de la Convention européenne des droits de l’homme, Institut International des Droits de l'Homme, 2007.